# Celastrus richii
Celastrus richii là một loài thực vật có hoa trong họ Dây gối. Loài này được A.Gray mô tả khoa học đầu tiên năm 1854.